# Музей истории города Иркутска
Музей истории города Иркутска им. А. М. Сибирякова — муниципальное бюджетное учреждение культуры, созданное в 1996 году. Выбрав в качестве основного объекта своего внимания историю города, музей представляет жизнь иркутян на разных исторических отрезках через быт, традиции и уклад жизни. Основной определяющей характеристикой музея является музейный фонд, составляющий более 105 000 единиц хранения (по состоянию на 2021 год).
Сотрудниками музея проводится ежегодная научно-практическая конференция для школьников «Мой город», один раз в два года научно-практическая конференция «Сибиряковские чтения», при музее активно действуют «Клуб Почетных граждан города Иркутска».
Музей истории города Иркутска состоит из основного отдела (Отдел истории) и филиалов, созданных в разное время. В 2021 году в музее действует пять филиалов:
1. Городской выставочный центр им. В. С. Рогаля (ул. Хатурина, 3)
2. Солдаты Отечества (ул. Чайковского, 5)
3. Музей городского быта (ул. Дек. Событий, 77)
4. Дом ремёсел и фольклора (ул. Дек. Событий, 102)
5. Отдел истории, расположен в главном здании музея (ул. Франк-Каменецкого, 16а)

30 апреля 2025-года в музее открылась выставка «Героическая история Иркутского института эпидемиологии и микробиологии».